# 엘프 (2019년 영화)
《엘프》(The Elfkins- Baking a difference)는 독일에서 제작된 우테 폰 뮌쇼폴 감독의 2019년 애니메이션 영화이다. 손선영 등이 목소리 출연을 맡았다.
이 영화는 2019 SCHLINGEL 국제 영화제에서 초연되었다.

## 목소리 출연
- 손선영
- 원에스더